# Alain Gomis
Alain Gomis (nacido el 6 de marzo de 1972) es un director de cine y guionista franco-senegalés. Su película de 2017, Félicité, fue seleccionada como la película senegalesa para la Mejor película de habla no inglesa en la 90 edición de los Premios de la Academia. La película además fue una de las favoritas de la prensa extranjera.

## Filmografía

### Cortometrajes
- 1999 : Tourbillons
- 2003 : Petite Lumière[3]
- 2006 : Ahmed[4]

### Largometrajes
- 2001 : L'Afrance
- 2008 : Andalucia
- 2013 : Aujourd'hui
- 2017 : Félicité